# Dendrobium kraemeri
Dendrobium kraemeri är en orkidéart som beskrevs av Rudolf Schlechter. Dendrobium kraemeri ingår i släktet Dendrobium, och familjen orkidéer. Inga underarter finns listade i Catalogue of Life.